# Coppa Intercontinentale 2006 (hockey su pista)
La Coppa Intercontinentale 2006 è stata la 9ª edizione dell'omonima competizione di hockey su pista riservata alle squadre di club. 
Il torneo ha avuto luogo il 1º aprile 2006. Il trofeo è stato vinto dal Barcellona per la seconda volta nella sua storia.

## Squadre partecipanti
| Nazione   | Club       | Qualificazione                                      | Partecipazioni precedenti (il grassetto indica la vittoria) |
| --------- | ---------- | --------------------------------------------------- | ----------------------------------------------------------- |
| Argentina | Olimpia    | Detentore del South American Club Championship 2005 | Esordiente                                                  |
| Spagna    | Barcellona | Detentore della Champions League 2004-2005          | 1983, 1985, 1998                                            |

## Risultati
| Alcoy 1º aprile 2006 Finale | Barcellona | 8 – 3 | Olimpia |  |